# Петрана Обретенова
Петрана Тихова Обретенова е българска учителка и революционерка.

## Биография
Родена е около 1845 г. в Русе, в семейството на Тихо Обретенов и Тонка Обретенова. Учи в Девическото училище в родния си град. Тя е една от доверените комитетски куриерки за пренасяне на тайна кореспонденция, оръжие и боеприпаси и за превеждане на революционери по комитетския канал Русе – Гюргево. През 1875 г. ушива бойното знаме на Червеноводската чета, което след неуспеха на Старозагорското въстание е предадено на четата на Христо Ботев, а през 1876 г. – на брат си Георги Обретенов за четата на Иларион Драгостинов и Стоил войвода по време на Априлското въстание. По време на Руско-турската война е медицинска сестра във военната болница в Свищов. След Освобождението учителства в Оряхово, Враца, Тутракан и Лом. От 1926 г. живее във Варна. Завещава къщата си на Девическата гимназия в Русе. Умира на 7 март 1932 г. във Варна.